# Вулиця Броварської сотні
Вулиця Броварсько́ї со́тні — одна з магістральних вулиць Броварів, Київська область.

## Розміщення
Починається від вулиці Олега Оникієнка, закінчується тупиком у південній частині міста — неподалік колишнього броварського аеропорту «Київ». Вулицю перетинає Об'їзна дорога, якою пролягає автошлях E95. До вулиці з непарного боку прилучаються вулиці Джеймса Мейса, Миру та Будівельників. З непарного — Лермонтова, Красилівська, Павлова, Миколи Міхновського, Володимира Великого.

## Історія
До 1956 року мала назву Нова, № 6. Із 26 квітня 1956 року по 25 грудня 2015 року вулиця називалась Чкалова — на честь радянського літуна Валерія Чкалова. Сучасна назва — на честь Броварської сотні, військового підрозділу та адміністративно-територіальної одиниці доби Козаччини.

## Пам'ятки та будівлі
- вул. Броварської сотні, 4-А — сервісний центр Міністерства внутрішніх справ України.[5]
- вул. Броварської сотні, 9 — одноповерховий 4-квартирний будинок, в одній із квартир якого мешкала Ольга Гасин і її родина.[6]
- вул. Броварської сотні, 9 — Спорткомплекс «Світлотехнік».[7]
- вул. Броварської сотні, 29 — Спортивно-стрілецький комплекс «Сапсан»,[8] база олімпійської, паралімпійської та дефлімпійської підготовки зі стендової стрільби,[9] де проводяться всеукраїнські змагання найвищого рівня, зокрема кубок та чемпіонат України зі стендової стрільби.[8]